# Maria Boguslavka
Maria Boguslavka var en legendarisk hjältinna i det ukrainska folkminnet. Hon är föremål för en samling ur de traditionella ukrainska dumaballaderna. 
Hon ska ha levt under 1500- eller 1600-talet och kommit från staden Bohuslav, därav hennes namn.  Maria ska ha tillhört en av de många personer ur denna region som föll offer för slavhandeln på Krim, och ska ha sålts till ett osmanskt harem.  Hon ska där ha vunnit förtroende hos sin ägare, och på det sättet kommit över nycklarna till palatset, som tillåtit henne att frita en grupp på ukrainska kosacker, som tack vare henne kunde ta sig tillbaka till Ukraina från osmansk fångenskap: själv valde hon dock att stanna kvar i haremet, eftersom det vid det laget hade blivit den enda typ av liv hon kunde leva.
Analyser av sångerna om Maria och hennes ställning har jämförts med Roxelana, som hade precis denna bakgrund.